# Підгірне (Луцький район)
Підгі́рне — село в Україні в Копачівській сільській громаді, у Луцькому районі Волинської області. Населення становить 310 осіб.

## Історія
Село було засноване у 1575 році. Раніше мало назву Малі Березолуки, що походить від назви сусіднього села. У Підгірному є пагорб, який через низинну місцевість здається вищим, ніж є насправді, через що це село отримало таку назву.
Однією з визначних пам'яток населеного пункту є 300-літній храм святої Параскеви, що був заснований у 1787 році. Церква Святої Параскеви належить до Української православної церкви Московського патріархату.

## Населення
Згідно з переписом УРСР 1989 року чисельність наявного населення села становила 340 осіб, з яких 164 чоловіки та 176 жінок.
За переписом населення України 2001 року в селі мешкало 310 осіб.

### Мова
Розподіл населення за рідною мовою за даними перепису 2001 року:
| Мова       | Відсоток |
| ---------- | -------- |
| українська | 99,68 %  |
| російська  | 0,32 %   |